# James Trussart
James Trussart (* 1950) je francouzsko-americký výrobce kytar. Pochází z Francie a na počátku své kariéru působil jako hudebník. Koncem sedmdesátých let doprovázel (hrál na housle) hudebníka Zacharyho Richarda. Svou první kytaru dostal ve svých šestnácti letech. Později se začal věnovat houslařství a následně výrobě kytar. Zaměřoval se na kopie kytar Gibson Les Paul a Fender Telecaster. Mezi jeho významné kytary patří například „Steelcaster“. Její první verzi vytvořil v roce 1983. Na jeho kytary hrála řada hudebníků, včetně Billyho Squiera, Johna Calea, Joea Gora, Johnnyho Wintera a Toma Morella.